# Kim Eon
Kim Eon (en hangeul : 김언) est un poète sud-coréen né en 1973 à Pusan. 

## Biographie
Kim Eon est né en 1973 à Pusan en Corée du Sud. Il fait ses débuts dans la poésie en 1988 avec la publication de six poèmes, dont le plus connu est Tournesol (Haebaragi), dans le journal Poésies et Idées (Siwa sasang). Kim Eon est un poète fondamentaliste estimant que pour changer le monde, il faut d'abord changer le langage, à tel point qu'il s'est nommé lui-même « Eon » (son vrai nom est Kim Chae-won, en hangeul 김채원), ce qui signifie « langage ».

### Œuvres
Il a publié de nombreux recueils de poèmes, en particumier La Tombe qui respire (Sumswineun mudeom, 2003), Le Géant (Geo-in, 2005), et Écrivons un roman (Soseoreul sseuja, 2009). Sa poésie est ainsi personnifiée par ce « géant » sorti d'une « tombe qui respire », et se mettant à « écrire un roman ». Le critique littéraire Sin Hyeong-cheol a ainsi affirmé sur l'œuvre de Kim Eon : « Ces poèmes ne pourront trouver aucun écho sur les blogs et internet, avertissant que lire plus de trois de ses poèmes par jour peut entraîner une surchauffe de l'activité cérébrale, voire des évanouissements chez le lecteur mais que pour autant ses poèmes doivent être lus. Ses poèmes sont considérés comme impossibles à traduire (Yi Jang-uk) et comme des chansons d'Antigone, des voix qui appellent à l'exubérance ». Cette poésie peut donc paraître obscure, mais ce sont là des poèmes créatifs qui appellent en eux-mêmes à l'écriture poétique. Kim essaie de transmettre l'incodifiable, de communiquer avec des éléments avec lesquels la communication est dès l'origine impossible.

## Distinctions
- 2006 : Fonds de création de la Fondation Daesan
- 2009 : prix Midang pour 기하학적인 삶 Vie géométrique